# Коршицьке сільське поселення
Ко́ршицьке сільське поселення (рос. Коршикское сельское поселение) — адміністративна одиниця у складі Орічівського району Кіровської області Росії. Адміністративний центр поселення — село Коршик.

## Історія
Станом на 2002 рік на території сучасного поселення існували такі адміністративні одиниці:
- Коршицький сільський округ (село Коршик, присілки Астраповці, Бонево, Василенки, Велике Рогово, Великий Коршик, Єлізаровці, Кадесніково, Ліпатенки, Мала Гризіха, Мудрень, Філімоновщина)

Поселення було утворене згідно із законом Кіровської області від 7 грудня 2004 року № 284-ЗО у рамках муніципальної реформи шляхом перетворення Коршицького сільського округу.

## Населення
Населення поселення становить 1312 осіб (2017; 1350 у 2016, 1394 у 2015, 1439 у 2014, 1420 у 2013, 1470 у 2012, 1415 у 2010, 1514 у 2002).

## Склад
До складу поселення входять 11 населених пунктів:
| Населений пункт          | Населення, осіб (2002) | Населення, осіб (2010) |
| ------------------------ | ---------------------- | ---------------------- |
| Астраповці, присілок     | 0                      | 5                      |
| Бонево, присілок         | 81                     | 42                     |
| Василенки, присілок      | 0                      | -                      |
| Велике Рогово, присілок  | 1                      | 3                      |
| Великий Коршик, присілок | 35                     | 50                     |
| Єлізаровці, присілок     | 0                      | 1                      |
| Кадесніково, присілок    | 2                      | 0                      |
| Коршик, село             | 1341                   | 1273                   |
| Ліпатенки, присілок      | 0                      | 0                      |
| Мала Гризіха, присілок   | 9                      | 6                      |
| Мудрень, присілок        | 45                     | 35                     |
| Філімоновщина, присілок  | 0                      | 0                      |